# Brassica cadmea
Brassica cadmea är en korsblommig växtart som beskrevs av Theodor Heinrich von Heldreich. Brassica cadmea ingår i släktet kålsläktet, och familjen korsblommiga växter. IUCN kategoriserar arten globalt som otillräckligt studerad. Inga underarter finns listade i Catalogue of Life.